# STS-41-B
STS-41-B (ang. Space Transportation System) – czwarta misja wahadłowca kosmicznego Challenger i dziesiąta programu lotów wahadłowców. Po raz pierwszy start i lądowanie odbyło się na tym samym kosmodromie.

## Załoga
źródło
- Vance D. Brand (3)*, dowódca (CDR)
- Robert Lee Gibson (1), pilot (PLT)
- Bruce McCandless II (1), specjalista misji (MS1)
- Ronald E. McNair (1), specjalista misji (MS2)
- Robert L. Stewart (1), specjalista misji (MS3)

*(liczba w nawiasie oznacza liczbę lotów odbytych przez każdego z astronautów)

## Parametry misji
- Masa:
  - startowa orbitera: 113 527 kg
  - lądującego orbitera: 91 278 kg
  - ładunku: 15 362 kg
- Perygeum: 307 km
- Apogeum: 316 km
- Inklinacja: 28,5°
- Okres orbitalny: 90,8 min

## Spacery kosmiczne
źródło
- McCandless i Stewart – EVA 1

Początek EVA 1: 7 lutego 1984
Koniec EVA 1: 7 lutego 1984
Łączny czas trwania: 5 godz. 55 min
- McCandless i Stewart – EVA 2

Początek EVA 2: 9 lutego 1984
Koniec EVA 2: 9 lutego 1984
Łączny czas trwania: 6 godz. 17 min

## Cel misji
- Umieszczenie na orbicie satelitów telekomunikacyjnych Westar 6 i Palapa B-2, przeprowadzenie prób kosmicznego fotela manewrowego MMU (Manned Maneuvering Unit) oraz symulacja naprawy satelity SMM przy wykorzystaniu MMU[1].

## Misja

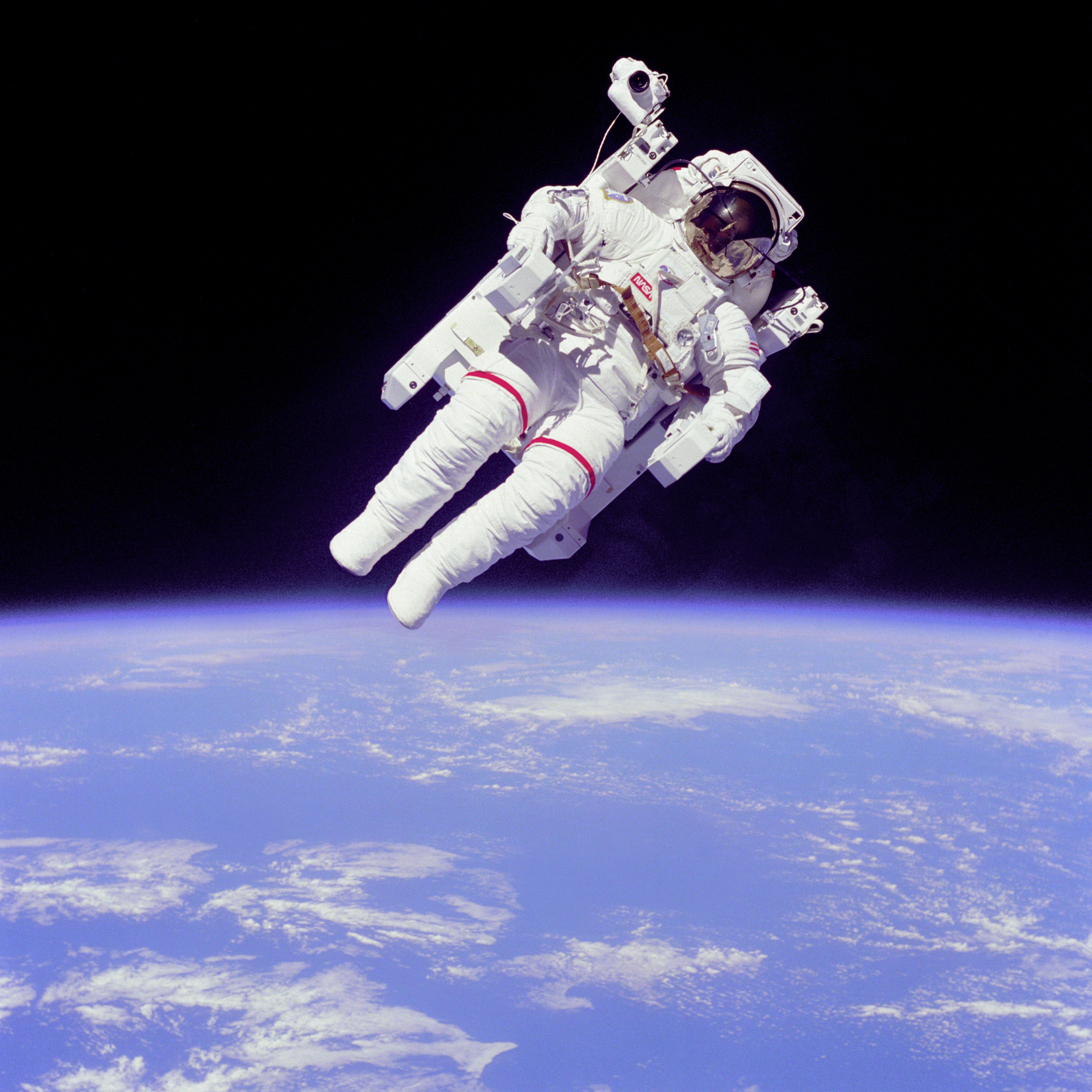
Astronauta Bruce McCandless podczas spaceru kosmicznego

Głównym celem misji było wyniesienie na orbitę dwóch cywilnych satelitów komunikacyjnych. Satelity zostały umieszczone za pomocą sprężyny poza pokładem wahadłowca, ale następnie zawiodły własne silniki PAM-D satelitów. Misja zakończyła się niepowodzeniem, ponieważ satelity nie weszły na orbitę geostacjonarną. Satelita Westar 6 (indeks COSPAR - 1984-011B) osiągnął orbitę o parametrach: apogeum 1216 km, perygeum 303 km, okres obiegu 99,83 min., nachylenie 27,67°. Satelita Palapa B-2 (indeks COSPAR - 1984-011D) został na orbicie o parametrach: apogeum 1186 km, perygeum 277 km, okres obiegu 99,24 min., nachylenie 28,16°.
Głównym wydarzeniem misji był test nowego plecaka odrzutowego, za pomocą którego jeden z astronautów oddalił się od wahadłowca na odległość około 100 m. Pierwszym człowiekiem, który odłączył się od statku kosmicznego był Bruce McCandless. Swobodny lot trwał półtorej godziny i w tym czasie astronauta powoli manewrował wokół wahadłowca. Przez cały czas drugi astronauta – Robert Stewart dyżurował z nałożonym plecakiem w ładowni, aby w każdej chwili mógł udzielić pomocy. Gdy McCandless powrócił do ładowni, na krótki swobodny spacer udał się Stewart. Również ta próba miała pomyślny przebieg. Po raz drugi astronauci sprawdzili plecaki (drugą parę) 9 lutego. Próba ta wypadła pomyślnie i stworzyło to możliwość praktycznego ich wykorzystania. McCandless i Stewart wykonali wiele prób poza pokładem statku, dotyczących kotwienia przy wahadłowcu uszkodzonych satelitów w przyszłości, wykonania ich naprawy, zamontowali nożny ogranicznik (hamulec MFR) ułatwiający przemieszczanie się astronautów wzdłuż ładowni, sprawdzili urządzenie do przetłaczania paliwa między satelitami.

Załoga brała też udział w realizacji licznych eksperymentów z fizyki, technologii, inżynierii materiałowej i biologii. Wyprodukowano m.in. soczewki mikroskopowe z lateksu dla użytku w medycynie i przemyśle, stosowano elektroforezę do rozdzielenia protein, badano wpływ nieważkości na szczury. Sprawdzono sposoby użytkowania satelity paletowego „SPAS”, zastosowanego w  STS-7. Przy lądowaniu wystąpiły trudności z hamowaniem, stwierdzono też uszkodzenie 31 płytek osłony kadłuba.